# Noemi Liv Nicolaisen
Noemi Liv Nicolaisen (* 2000 in Berlin) ist eine deutsche Schauspielerin.

## Leben
Nicolaisen hatte eine erste Rolle als drogenabhängiges Mädchen in der TV-Serie Wir Kinder vom Bahnhof Zoo (2021) und spielte an der Seite von Karla Nina Diedrich, Mads Hjulmand und Lea van Acken in der preisgekrönten deutsch-dänischen Fernsehserie Sløborn (2019). Ihr Spielfilm-Debüt hatte sie in Servus Papa – See You in Hell (2020) von Christopher „Bobby“ Roth. Auf den Filmfestspielen Berlin stellte sie 2019 den Experimentalfilm „Luft, Atmen“ vor. Sie studiert an der Hochschule für bildende Künste (HFBK) in Hamburg. 

## Auszeichnungen
Filmfest München
- 2023: Nominierung für den Förderpreis Neues Deutsches Kino – Schauspiel (Dead Girls Dancing)[3]